# Битва за Кампонгспы
Битва за Кампонгспы — сражение в рамках вьетнамской войны за камбоджийский город Кампонгспы (город) (столицу одноименной провинции) в июне 1970 года. 13 июня город был захвачен северовьетнамской армией и партизанами Вьетконга, однако уже через три дня освобожден объединёнными силами армий Камбоджи и Южного Вьетнама.